# Рибченко Артем Сергійович
Артем Сергійович Рибченко (23 червня 1983) — український дипломат. Надзвичайний та Повноважний Посол України в Швейцарії з 2018 до 2022 року, Надзвичайний та Повноважний Посол України в Ліхтенштейні за сумісництвом з 2021 до 2022 року.

## Життєпис
Народився 23 червня 1983 р. у Києві. У 2005 році закінчив Інститут міжнародних відносин Київського національного університету імені Тараса Шевченка, бакалавр міжнародних відносин; у 2008 р. — Інститут міжнародних відносин Київського Національного університету ім. Т.Шевченка, магістр міжнародного права; у 2009 р. — Харківський національний університет внутрішніх справ, спеціаліст з правознавства;
у 2014 р. — Інститут інтелектуальної власності Одеської національної юридичної академії в Києві, професіонал з інтелектуальної власності; у 2002—2003 рр. навчався в Єнському університеті ім. Фрідріха Шиллера, ФРН, спецкурс німецької мови для іноземців. Володіння мовами: українська, англійська, німецька.
У 2008—2009 рр. — асистент міжнародних програм Українського центру економічних і політичних досліджень ім. Олександра Разумкова.
У 2009—2010 рр. — аташе сектору забезпечення діяльності заступника Міністра закордонних справ України;
У 2010—2012 рр. — начальник юридичного відділу Державної служби України з контролю за наркотиками;
У 2012—2014 рр. — начальник відділу міжнародно-правового співробітництва Вищого спеціалізованого суду України з розгляду цивільних і кримінальних справ;
У 2014—2015 рр. — перший заступник Керівника Головного департаменту зовнішньої політики та європейської інтеграції Адміністрації Президента України;
2015—2018 — радник посольства України в Австрії. 
З 25 червня 2018 до 27 вересня 2022 — Надзвичайний і Повноважний Посол України в Швейцарії.
З 11 серпня 2021 до 27 вересня 2022 — Надзвичайний і Повноважний Посол України у Ліхтенштейні за сумісництвом.

## Дипломатичний ранг
- Надзвичайний і Повноважний Посланник другого класу